# (2501) Lohja
(2501) Lohja ist ein Asteroid des Hauptgürtels, der am 14. April 1942 von der finnischen Astronomin Liisi Oterma in Turku entdeckt wurde.
Der Asteroid erinnert an die finnische Gemeinde und Stadt Lohja.